# Kühnesches Haus

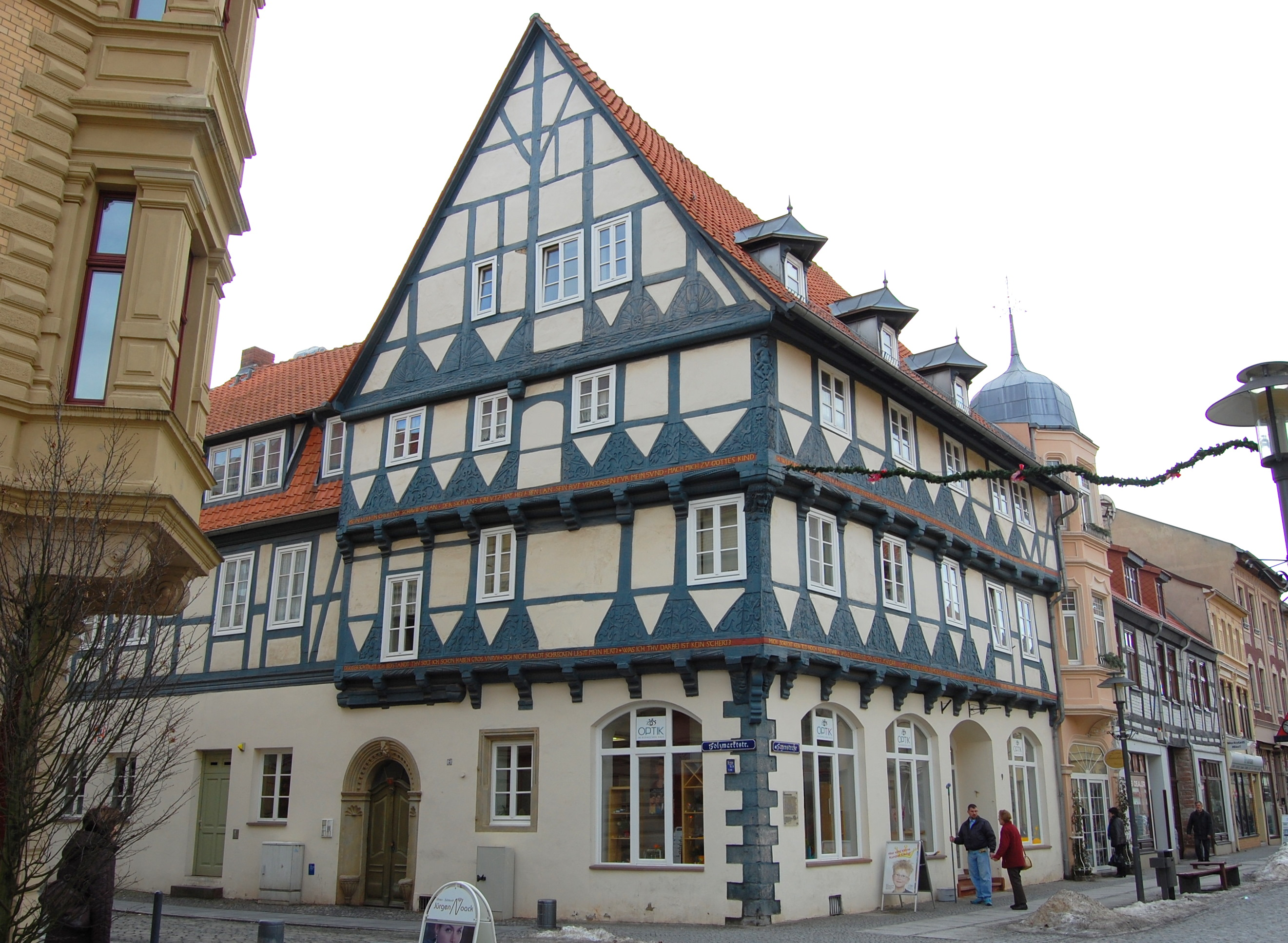
Kühnesches Haus

Das Kühnesche Haus ist ein reich dekoriertes unter Denkmalschutz stehendes Fachwerkhaus in der Innenstadt von Haldensleben in Sachsen-Anhalt. Das als Wohnhaus genutzte Gebäude steht in der Hagenstraße Nr. 9/Ecke Holzmarktstraße.

## Geschichte
Der Bau des Hauses erfolgte im Jahr 1592. Im 17. Jahrhundert wurde eine Erweiterung durchgeführt. Im 19. Jahrhundert hatte sich die Bausubstanz deutlich verschlechtert. Der Goldschmiedemeister Clemens Kühne (1834–1902) erwarb 1875 das verfallene Haus und ließ es aufwändig restaurieren. Bei diesen Arbeiten wurde das Erdgeschoss umgebaut. Das aus der Bauzeit des Gebäudes stammende Sitznischen-Portal wurde dabei von der Hagenstraße zur Holzmarktstraße hin verlegt. 1905 wurde an der Südwestseite nach Plänen von H. Ackermann mit der Hausnummer 9a das sogenannte Turmhaus im Stil der Neorenaissance und des Jugendstils angebaut. Beide Gebäude gehören zum selben Grundstück. 1923 fand eine weitere Restaurierung mit Umbauten, durch den Nachfolger Goldschmiedemeister Franz Kühne (1868–1946), statt. Beachtenswert sind die Sprüche in der Balkenlage:
Giebelseite oben:
MEIN HERREN CHRISTVM SCHAUW  ICH AN / DER SICH ANS CREVTZ HAT HEFFTEN LAN / SEIN BLVT VERGOSSEN FÜR MEIN SVND / MACH MICH ZU GOTTES KIND
Längsseite oben:
ICH WEISZ DAS NICHT VERSTEHEN KANN / DIE BLINDT VERNVNFT? DA LIEGT NICHT AN! / VERNVNFT TAUG NICHT’ HERR / ER IST MEIN LEBENSKRAFT UND EHR!
DIES HAUS BEWAHRTE VOR VERFALL . CLEMENS KÜHNE . 1875
Giebelseite unten:
DER GERECHTIGKEIT ICH BEYSTANDT THV / SOLT ICH SCHON HABEN GROS VNRVH / SICH NICHT BALDT SCHRECKEN LESZT MEIN HERTZ / WAS ICH THY DARBEIIST KEIN SCHERTZ!
Längsseite unten:
MICH SCHRECKT KEIN TOD NOCH KEIN GEVAR / WO ES NOT IST SO SETZ ICH DAR / MEIN LEBEN UND VERGIESZ MEIN BLVT / MEIM LIEBEN VAERLAND ZV GVT!  1592 ERBAUT 1592.
WIEDERHERGESTELLT 1923
Im Inneren des Hauses befindet sich heute noch die original historische Sandsteintür aus dem Baujahr 1592 mit allegorischen Figuren und dem Wappen des mutmaßlichen Erbauers Lammspring.
Zu sehen im Geschäft „Optik im Kühneschen Haus“.

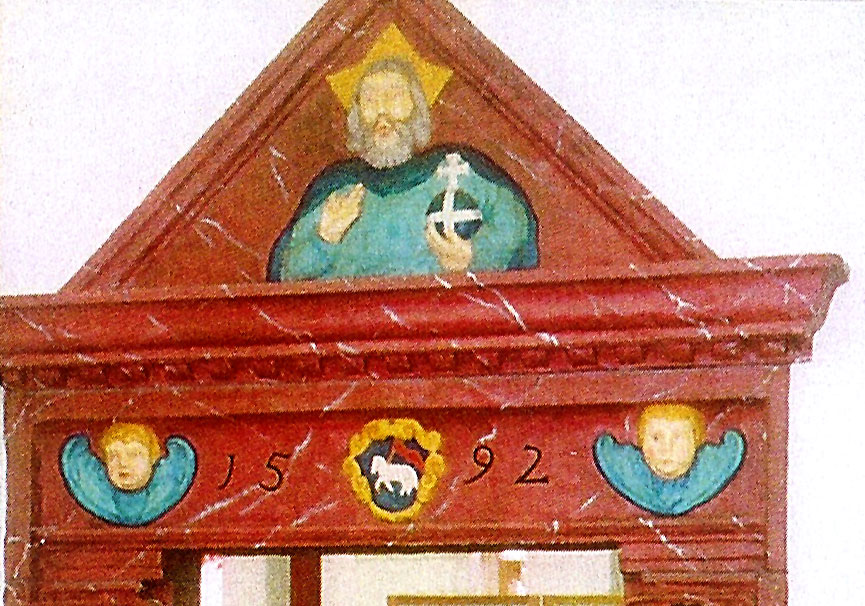
Sandsteintürgiebel (1592)

## Architektur
Das Kühnesche Haus verfügt über zwei vorkragende Fachwerkobergeschosse, die einer besseren Ausnutzung der Grundfläche dienten. Das Erdgeschoss ist massiv gebaut. Die Formen des Fachwerks sind niedersächsisch. Auffällig ist die reiche Verzierung mit Schnitzereien. Erstes und zweites Obergeschoss sind mit Blattrankenmotiven verziert. Die zur Holzmarktstraße zeigende Giebelseite des Dachgeschosses zeigt Sonnenornamente. An den Ecken sind Masken eingearbeitet, die Geister und den bösen Blick abwehren sollten. An den Stockschwellen befinden sich lange Inschriften.